# Aechmanthera gossypina
Aechmanthera gossypina là một loài thực vật có hoa trong họ Ô rô. Loài này được (Wall. ex Nees) Nees mô tả khoa học đầu tiên năm 1832.